# Chutes de Lancrenon
Chutes de Lancrenon är ett vattenfall i Kamerun, på gränsen till Centralafrikanska republiken. Det ligger i den östra delen av landet, 500 km nordost om huvudstaden Yaoundé. Chutes de Lancrenon ligger 846 meter över havet.
Terrängen runt Chutes de Lancrenon är kuperad åt nordväst, men åt sydost är den platt. Trakten runt Chutes de Lancrenon är glesbefolkad, med 16 invånare per kvadratkilometer. Trakten runt Chutes de Lancrenon är huvudsakligen savannskog.